# Walton Eller
Walton "Glenn" Eller (Houston, Texas, 6 de gener de 1982) és un tirador nord-americà, guanyador d'una medalla olímpica.
Durant la seva carrera esportiva va prendre part en cinc edicions dels Jocs Olímpics d'Estiu, el 2000, 2004, 2008, 2012 i 2016. Als Jocs Olímpics de Pequín 2008 va guanyar una medalla d'or en la modalitat de doble trap.
El 1996 va ser el primer nord-americà a guanyar el títol de l'Obert Britànic Júnior, i el 1994 va guanyar el Campionat Nacional de Júnior. Glenn Eller és un especialista en la Força Armada Dels Estats Units. Glenn és part de l'Army Marksmanship Unit, estacionada a Ft. Benning.